# 벤저민 솔즈베리
벤저민 솔즈베리(영어: Benjamin Salisbury, 1980년 10월 19일 ~ )는 미국의 배우, 성우이다.
미니애폴리스에서 태어났다.

## 영화
- 시몬 (2002년)
- 늑대 개 (1994년)
- 쉬머 (1993년) - 영 스페이시 역
- 더 낸니 (1993년) - 브라이튼 셰필드 역
- 캡틴 론 (1992년)